# Dobrogošće
Dobrogošće is een plaats in de gemeente Čaglin in de Kroatische provincie Požega-Slavonië. De plaats telt 11 inwoners (2001).